# Cerro Colorado, Querétaro Arteaga
Cerro Colorado är en ort i Mexiko.   Den ligger i kommunen Querétaro och delstaten Querétaro Arteaga, i den centrala delen av landet, 210 km nordväst om huvudstaden Mexico City. Cerro Colorado ligger 2 112 meter över havet och antalet invånare är 510.
Terrängen runt Cerro Colorado är kuperad. Runt Cerro Colorado är det tätbefolkat, med 947 invånare per kvadratkilometer. Närmaste större samhälle är Santa Rosa Jauregui, 5,7 km öster om Cerro Colorado. Omgivningarna runt Cerro Colorado är en mosaik av jordbruksmark och naturlig växtlighet.